# Погожева, Людмила Павловна
Людмила Павловна Погожева (29 сентября 1913, Москва — 7 февраля 1989, Москва) — советский литературовед, киновед и кинокритик, главный редактор журнала «Искусство кино» (1956—1969). Заслуженный работник культуры РСФСР (1969).

## Биография
В 1935 году окончила Московский государственный педагогический институт. В 1938 году защитила диссертацию на соискание учёной степени кандидата филологических наук.
С 1938 года на педагогической работе. В 1942 году — старший научный сотрудник сектора истории кино при АН СССР.
В 1943—1957 годах преподавала во Всесоюзном государственном институте кинематографии, заведовала кафедрой литературы.
В 1945 году вступила в ВКП(б). Работала редактором сценарного отдела Главного управления по производству фильмов Комитета по делам кинематографии при СНК СССР, главным редактором сценарно-постановочного отдела Министерства кинематографии СССР.
В 1956—1969 годах — главный редактор журнала «Искусство кино». Критик Нея Зоркая вспоминала:

Журнал, главным редактором которого была тогда Л. П. Погожева, неукоснительно поддерживал все новое и передовое в искусстве, роль его для становления молодой режиссуры 60-х, для Тарковского в частности, — огромна.
Критик Юрий Богомолов писал:

Людмила Павловна Погожева (её, насколько знаю, откомандировали руководить журналом с какого-то уступа партийной пирамиды) как-то исхитрилась собрать в журнале сотрудников с иммунитетом против советской идеологии. Её язык они знали и им владели. Но он всё равно оставался для них чужим.
В октябре 1968 года в журнале «Огонёк» вышла статья «Позиция… но какая?» Владимира Разумного, который подверг разгромной критике журнал «Искусство кино» и его главного редактора. Вскоре после этого последовали организационные выводы: Погожева была уволена.
С 1964 по 1989 год преподавала в Московском государственном университете. Читала курс «История кино» на факультете журналистики.
Член Союза писателей СССР, член Союза кинематографистов СССР.
Печаталась с 1938 года. Автор ряда статей и книг о советском и зарубежном кино.
С 1962 года жила с сестрой, киноредактором Валерией Павловной Погожевой (1911—1987), в ЖСК «Советский писатель»: Красноармейская улица, д. 23 (до 1969 г. — 2-я Аэропортовская ул., д. 16, корп. 3), затем в д. 21.
Племянник — кинорежиссёр Павел Григорьевич Любимов (1938—2010).